# کوسه (فیلم ۱۹۲۰)
«کوسه» (انگلیسی: The Shark (1920 film)) یک فیلم به کارگردانی دل هندرسون است که در سال ۱۹۲۰ منتشر شد.